# 9081 Хідеакіанно
9081 Хідеакіанно (9081 Hideakianno) — астероїд головного поясу, відкритий 3 листопада 1994 року.
Тіссеранів параметр щодо Юпітера — 3,245.
Назва на честь Хідеакі Анно (яп. 庵野秀明, анно хідеакі) 1960 р.н., японського аніматора і режисера.